# MT Prestige

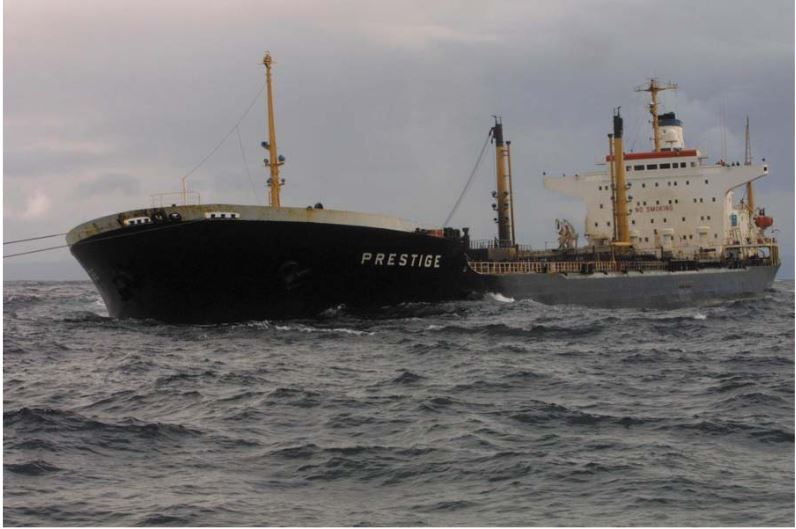
Prestige na holu krótko przed zatonięciem

MT Prestige – jednokadłubowy tankowiec greckiego armatora (główny udziałowiec z Wielkiej Brytanii), pływający pod banderą Bahamów, który o 8 rano 19 listopada 2002 roku zatonął 250 km od wybrzeży hiszpańskiej Galicji z całym ładunkiem 77 tys. ton ciężkiego oleju napędowego.
13 listopada 2002 podczas sztormu na Zatoce Biskajskiej doszło do wybuchu jednego ze zbiorników ładunkowych tankowca, w czasie którego do morza wydostało się 5000 ton ropy. Hiszpański rząd José Maríi Aznara zdecydował, że pozwoli jednostce zatonąć, argumentując, że nie dojdzie do wycieku ładunku.
19 listopada o godz. 8 rano tuż przed zatonięciem doszło do przełamania się kadłuba i uwolnienia ogromnej części ładunku ze zbiorników. Jeszcze po zatonięciu wrak uwalniał do 125 ton ropy dziennie.
Zanieczyszczenia zniszczyły unikalne ostoje przyrodnicze riasów galicyjskich oraz tradycyjne łowiska tamtejszych rybaków. Bezpośredniemu zniszczeniu ekologicznemu uległo 1300 km wybrzeża między portem A Coruña oraz przylądkiem Fisterra, zwane Costa da Morte (Wybrzeże Śmierci). Region był znany z żyjących tam rzadkich gatunków ryb i ptaków. W dalszej kolejności ropa z m/t „Prestige” niszczyła wybrzeża Portugalii oraz Francji.

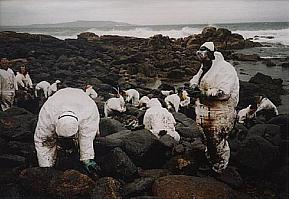
Wolontariusze oczyszczający wybrzeże Galicji po katastrofie

Skutki ekologiczne katastrofy „Prestige” ocenia się na największą katastrofę ekologiczną w Hiszpanii i Portugalii i jeszcze większe niż te, do których doszło w 1989 roku u wybrzeży Alaski w katastrofie tankowca MT Exxon Valdez, kiedy do morza dostało się 11 milionów galonów nieprzetworzonej ropy.
Jednym z politycznych efektów katastrofy jest decyzja Unii Europejskiej o zakazie wpływania do portów państw członkowskich tankowców z pojedynczym poszyciem.